# چهوتا چائولاکاتی
چهوتا چائولاکاتی (به لاتین: Chhota Chaulakati) یک روستا در بنگلادش است که در استان باریسال و در ناحیه باریسال واقع شده است.